# (523746) 2014 UT114
(523746) 2014 UT114 est un objet transneptunien, ayant une orbite excentrique, classé comme centaure, d'environ 90 km de diamètre.